# 別申科維奇區
別申科維奇區（羅馬化：Beshenkovichskiy rayon）是白俄羅斯北部维捷布斯克州的一個區，行政中心为别申科维奇，面積1,249.65平方公里，2009年人口18,516，人口密度每平方公里14.82人。